# Добучинська волость
Добучинська волость — історична адміністративно-територіальна одиниця Пружанського повіту Гродненської губернії Російської імперії (волость). Волосний центр — село Добучин.
Станом на 1885 рік складалася з 8 поселень, 7 сільських громад. Населення — 2922 особи, 304 дворові господарства, 6970 десятин землі (4062 — орної).

## У складі Польщі
Після анексії Полісся Польщею волость отримала назву ґміна Добучин Пружанського повіту Поліського воєводства Польської республіки (гміна). Адміністративним центром було село Добучин.
Станом на 1926 рік ґміну складали:
- 8 сіл:
  - Бузуни
  - Добучин
  - Яковичі
  - Малі Яковичі
  - Огородники
  - Орабники
  - Поросляни
  - Задіння
- 5 фільварків:
  - Білосівщина
  - Каролин
  - Шидлівщина
  - Пружана (Губернія)
  - Обержа
- 1 колонія:
  - Шидлівщина
- 1 селище:
  - Мала Шидлівщина

Ґміна Добучин ліквідована розпорядженням Міністра Внутрішніх Справ 5 січня 1926 р. включенням у новоутворену ґміну Пружана.